# Pierre Chaumié
Pour les articles homonymes, voir Chaumié.
Pierre Jean Marie Bertrand Camille Chaumié, né le 21 février 1880 à Agen, et, mort le 13 juin 1966 dans le 14e arrondissement de Paris, est un homme politique et un résistant français, avocat de profession.

## Biographie
Pierre Chaumié fait ses études au lycée d'Agen, puis au lycée Henri-IV de Paris, et à la faculté de droit de la capitale. Licencié, puis docteur en droit, il s'inscrit au barreau de Paris en 1902. La même année, il devient secrétaire particulier du ministre de l'Instruction publique et le reste jusqu'en 1905. De 1905 à 1906, il est chef adjoint du cabinet du garde des Sceaux (ministre de la Justice). À partir de 1907, il est secrétaire de la conférence des avocats.
En 1914, Pierre Chaumié est mobilisé. Il commence la Première Guerre mondiale comme simple soldat, et la termine comme Lieutenant. Il est fait chevalier de la Légion d'honneur pour son attitude au front, puis officier le 10 juillet 1953.
En 1919, il quitte le barreau pour mener une carrière d'administrateur d'entreprises industrielles, dans la sidérurgie d'abord, puis dans l'industrie de l'azote. Il représente les industriels français de cette activité dans les congrès internationaux.
Le 6 janvier 1935, Pierre Chaumié est élu sénateur (radical-socialiste) de Lot-et-Garonne, son département natal. Il succède à Georges Laboulbène, décédé le 12 octobre 1934. Pierre Chaumié appartient aux commissions sénatoriales de la Législation civile et criminelle, de l'Armée et des Travaux publics. Il est rapporteur de plusieurs lois entre 1936 et 1940.
Le 10 juillet 1940, il vote contre les pleins pouvoirs à Philippe Pétain. Il s'engage ensuite dans la Résistance et devient préfet des Mouvements unis de la Résistance (MUR). Il démissionne de ce poste en avril 1944, car il en désaccord avec le nouveau chef militaire, qui refuse de promettre le rétablissement des libertés républicaines dès la libération du territoire.
En 1944-1945, Pierre Chaumié siège à l'Assemblée consultative provisoire. Il fait partie de la commission de l'Équipement national, de la commission des Finances, de la commission de la Justice et de l'épuration, de la commission permanente de coordination. Il appartient également à la commission de surveillance de la Caisse des dépôts et consignations, ainsi qu'à la commission d'enquête la fourniture du papier de presse. Il est rapporteur du budget 1945 des Travaux publics et des transports. Il prend également la défense des petits épargnants.
Pierre Chaumié se retire de la vie politique en 1948, pour siéger au Conseil supérieur de la magistrature, où il préside la commission des Grâces, puis celles des Affaires d'outre-mer.

## Sources
- « Pierre Chaumié », dans le Dictionnaire des parlementaires français (1889-1940), sous la direction de Jean Jolly, PUF, 1960 [détail de l’édition]
- Koscielniak (Jean-Pierre), "Un "non" pour l'Histoire. Pierre Chaumié et le vote du 10 juillet 1940", Bulletin de la Société des Amis du Vieux Nérac, n° 57, décembre 2020, pp. 83-104.